# Streptocarpus variabilis
Streptocarpus variabilis är en tvåhjärtbladig växtart som beskrevs av Jean-Henri Humbert. Streptocarpus variabilis ingår i släktet Streptocarpus och familjen Gesneriaceae. Inga underarter finns listade i Catalogue of Life.